# 1901-es magyar vívóbajnokság
Az 1901-es magyar vívóbajnokság a második magyar bajnokság volt. A bajnokságot április 28-án rendezték meg Budapesten, a Nemzeti Lovardában.

## Eredmények
| Versenyszám     | Arany                         | Arany | Ezüst                    | Ezüst | Bronz                       | Bronz |
| --------------- | ----------------------------- | ----- | ------------------------ | ----- | --------------------------- | ----- |
| Férfi tőrvívás  | Akay Alajos Wesselényi VC     |       | dr. Porteleky László MAC |       | Tóth Ferenc Wiener Neustadt |       |
| Férfi kardvívás | dr. Nagy Béla Santelli iskola |       | dr. Porteleky László MAC |       | Krencsey Géza Wesselényi VC |       |